# Terra di Rupert
La Terra di Rupert fu un territorio coloniale dell'America del Nord britannica che ricopriva la regione centrale dell'attuale Canada.

## Storia

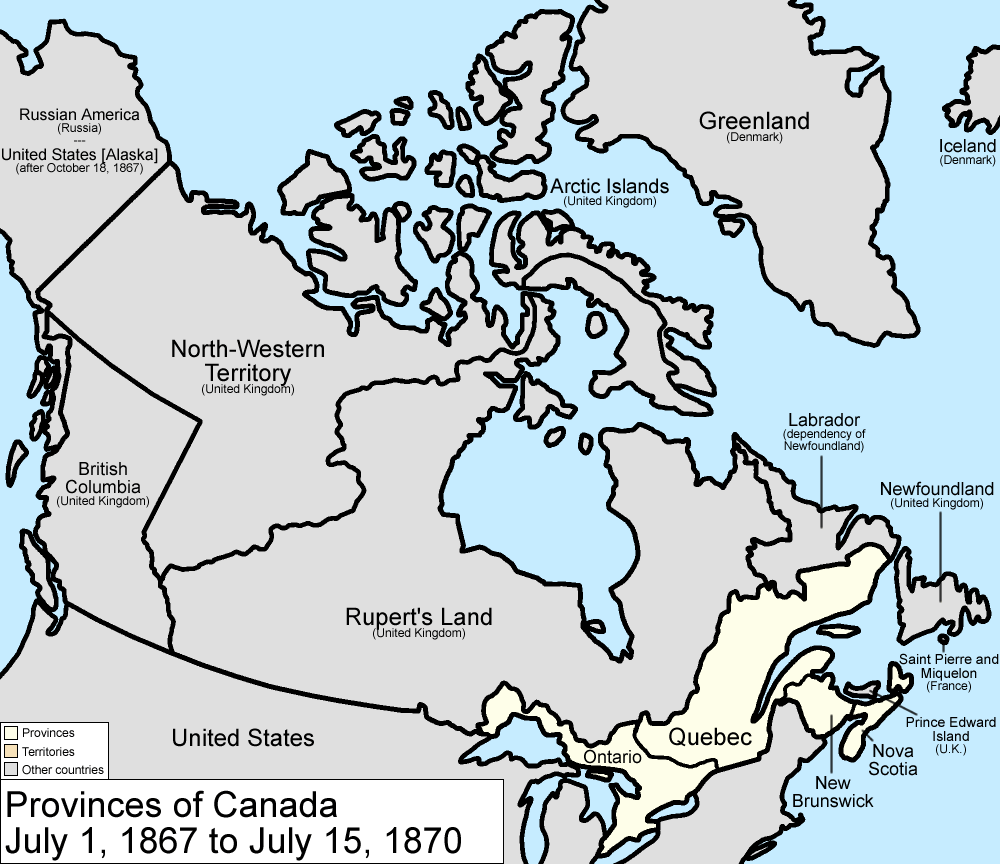
Territori al 1870.

Nel 1870 la Confederazione Canadese acquisisce ufficialmente dalla Compagnia della Baia di Hudson l'immenso territorio conosciuto con il nome di "Terra di Rupert". Il territorio deve il suo nome in onore al Principe Rupert, primo governatore della compagnia. Nel 1670 venne infatti assegnato alla compagnia il monopolio su tutto il bacino idrografico della Baia di Hudson, comprendendo una superficie di oltre 3.900.000 di km². Nel 1821 venne fusa la Compagnia del Nord-Ovest con quella della Baia di Hudson, pertanto i loro possedimenti territoriali si estesero fino all'Oceano Pacifico e all'Artico.
Dal 1870, dopo aver acquisito questi territori (che divennero Territori del Nord-Ovest) il governo canadese tentò la loro progressiva integrazione al resto della Confederazione. Non ultimo fu importante la costruzione di una linea ferroviaria transcontinentale, che cercasse di favorire la colonizzazione dell'area parzialmente ancora inesplorata. Molti gruppi religiosi vennero attirati da queste terre vergini (anche se quasi totalmente ghiacciate), soprattutto provenienti dalla Russia e dagli Stati Uniti (i mormoni). Testimonianza di questo è che anche ai giorni nostri con il termine di “Terra di Rupert” si intende ancora una diocesi della chiesa anglicana del Canada.